# Takanori Maeno
Takanori Maeno (前野 貴徳, Maeno Takanori) est un footballeur japonais né le 14 avril 1988. Il évolue au poste de latéral gauche.

## Biographie
Takanori Maeno est demi-finaliste de la Coupe de la Ligue japonaise en 2015 avec l'Albirex Niigata.